# Isak Manasjan
Isak Manasjan (orm. Իսահակ Մանասյան, ros. Исак Маркосович Манасян, ur. 27 września?/10 października 1917 we wsi Cherchan, obecnie w Górskim Karabachu, zm. 15 września 1974 w Baku) – radziecki wojskowy narodowości ormiańskiej, major, Bohater Związku Radzieckiego (1940).

## Życiorys
Urodził się w ormiańskiej rodzinie chłopskiej. Skończył 9 klas, pracował w kołchozie, później przeniósł się do Baku. Od 1938 służył w Armii Czerwonej, ukończył szkołę młodszych dowódców, od 1939 należał do WKP(b). Uczestniczył w wojnie z Finlandią 1939-1940 jako pomocnik dowódcy plutonu karabinów maszynowych 39 pułku piechoty 4 Dywizji Piechoty 13 Armii, w której wyróżnił się 5 marca 1940 w walkach nad rzeką Vuoksi (obecnie w rejonie wyborskim w obwodzie leningradzkim), gdy zastąpił wyeliminowanego z walki dowódcę kompanii, odpierając 5 kontrataków Finów, oraz 7 marca 1940, gdy zniszczył stanowisko ogniowe przeciwnika, czym umożliwił sforsowanie rzeki przez batalion. Postanowieniem Prezydium Rady Najwyższej ZSRR z 7 kwietnia 1940 otrzymał Złotą Gwiazdę Bohatera Związku Radzieckiego i Order Lenina. W 1941 ukończył Szkołę Wojskowo-Polityczną im. Frunzego w Gorkim, brał udział w wojnie z Niemcami, w 1943 skończył kursy „Wystrieł”. Był komisarzem baterii artyleryjskiej, od czerwca 1942 do 1944 zastępcą naczelnika szpitala ds. politycznych, później dowódcą batalionu piechoty w 26 Dywizji Piechoty. W 1947 został zwolniony do rezerwy w stopniu majora, ukończył szkołę partyjną przy KC Komunistycznej Partii Azerbejdżanu, pracował w Baku jako zastępca dyrektora kombinatu tekstylnego, a później w organach Ministerstwa Spraw Wewnętrznych (MWD) tej republiki. 